# Шомберки
«Шомберки» (пол. Towarzystwo Sportowe Szombierki Bytom) — польский футбольный клуб из района Шомберки города Бытом. В настоящее время выступает в пятом по силе дивизионе польского чемпионата — Четвёртой лиге. Клуб основан в 1919 году под названием «Понятовский», домашние матчи проводит на стадионе «Шомберки», вмещающем 20 000 зрителей. Главным достижением клуба является победа в чемпионате Польши в 1980 году.

## Названия
- 1919—1945 — КС «Понятовский».
- 1945—1948 — РКС «Копальня Шомберки».
- с 1948 — «Шомберки».

## Выступление клуба в еврокубках
- 1R = первый раунд
- 1/8 = 1/8 финала

| Сезон   | Турнир          | Раунд | Страна                    | Клуб        | Счёт     |
| ------- | --------------- | ----- | ------------------------- | ----------- | -------- |
| 1980-81 | Кубок Чемпионов | 1R    | Флаг Турции               | Трабзонспор | 1-2, 3-0 |
|         |                 | 1/8   | Флаг Болгарии (1971—1990) | ЦСКА София  | 0-4, 0-1 |
| 1981-82 | Кубок УЕФА      | 1R    | Флаг Нидерландов          | Фейеноорд   | 0-2, 1-1 |

## Достижения

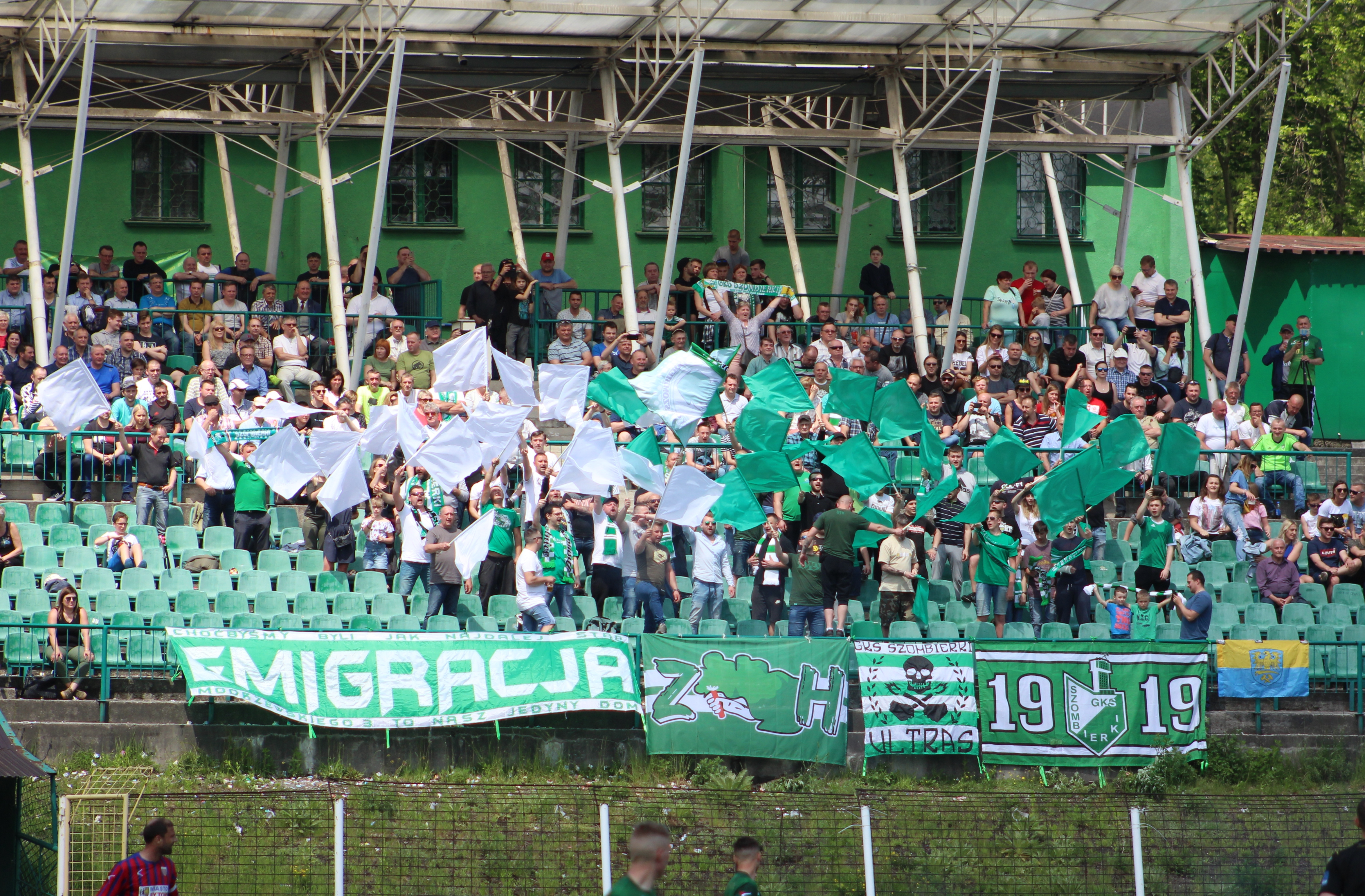
19.05.2019 Шомберки - Полония Бытом

- Чемпион Польши (1): 1980.